# Museo Cívico Medieval de Bolonia

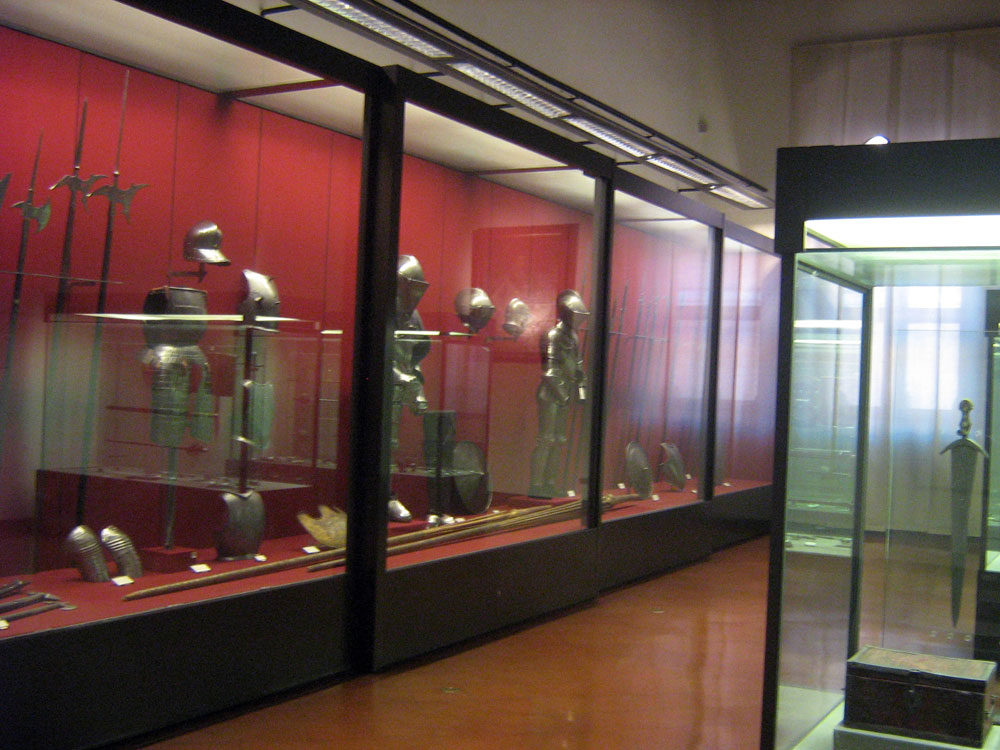
Vitrina de la segunda planta.

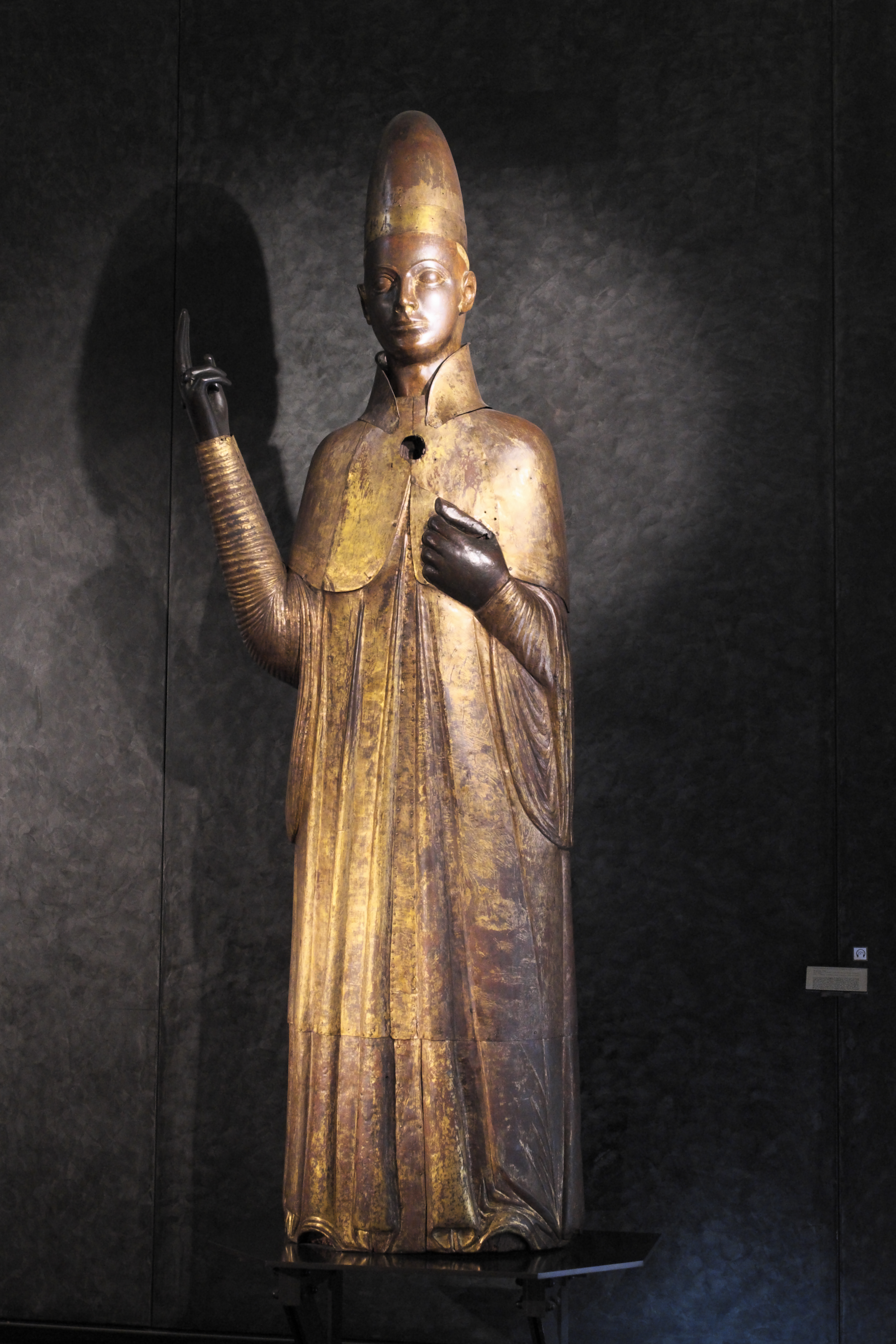
Manno Bandini da Siena, Bonifacio VIII (sala 7)

El Museo Cívico Medieval es un recinto de Bolonia dedicado a la Edad Media. Su entrada, como en el resto de museos cívicos de la ciudad, es gratuita.Solamente las dos últimas horas de cada día y no todos los meses, mejor consultar antes.

## Historia del edificio
El museo se halla en el palazzo Ghisilardi Fava, en la vía Manzoni 4 de Bolonia. El edificio es todo un ejemplo de la arquitectura boloñesa del siglo XV, por lo que ya desde el exterior se aprecia su grandeza. Fue construido entre 1484 y 1491. En aquel tiempo la familia Fava era la propietaria, de ahí el nombre.

## Colección

### Historia del Museo
Las primeras salas del museo no son puramente medievales, pues explican la historia del museo y la recopilación de las piezas que en él se encuentra. Así, se hace un repaso a las épocas moderna y contemporánea, desde ese punto de vista. Aquí se encuentran algunos documentos de época conquistadora, en la cual se hacen donaciones a la ciudad de Bolonia. También hay algunos objetos de corte asiático.

### El Medioevo en Bolonia
El siguiente apartado del museo está dedicado a la Edad Media propiamente dicha, aunque acotada geográficamente a la zona boloñesa. Esculturas en piedra y trozos de diversos edificios son las piezas más destacadas de esta sección, así como una gran colección numismática.

### Colección medieval
La segunda planta está dedicada al mundo medieval en general, con esculturas, armas, armaduras y demás piezas de la Edad Media. Destaca la gran colección de armas, entre las que se hallan mazas, dagas y espadas de todo tipo, acompañadas por grandes escudos. Por otro lado, las armaduras hacen comprender lo cruel de la guerra y el gran peso que debían soportar los caballeros.
En los compases finales de esta zona del museo se hallan algunas armas de la baja Edad Moderna, como escopetas o katanas japonesas.

### Códices miniados
En una pequeña sala adecuada para tal fin -luz tenue, poco ruido, temperatura idónea- se halla una colección especialmente buena de códices miniados. Su excelente estado de conservación y su disposición a lo largo de la sala dan buena cuenta de la tradición boloñesa e italiana en el estudio de la Edad Media.

## Enlaces
- Sitio oficial
- Guía
- Biblioteca

- Datos: Q3867844
- Multimedia: Museo civico medievale (Bologna) / Q3867844